# Megan Tapper
Pour les articles homonymes, voir Simmonds.
Megan Tapper (née Simmonds le 18 mars 1994) est une athlète jamaïcaine, spécialiste du 100 mètres haies, médaillée de bronze aux Jeux Olympiques de Tokyo de 2020.

## Biographie
Médaillée d'argent sur 100 m haies lors des championnats NACAC espoirs de 2014, Megan Tapper descend pour la première fois de sa carrière sous les 13 secondes lors de la saison 2015 en réalisant 12 s 91 à Kingston. En 2016, toujours à Kingston, elle porte son record personnel à 12 s 79. Elle est éliminée en demi-finale lors des Jeux olympiques de 2016 à Rio de Janeiro.
Aux Jeux Olympiques de 2020 à Tokyo, la Jamaïcaine bat en demi-finale son record personnel en 12 s 53, avant de décrocher en finale la médaille de bronze en 12 s 55, derrière la Portoricaine Jasmine Camacho-Quinn et l'Américaine Kendra Harrison.

## Palmarès
| Date | Compétition                    | Lieu              | Résultat | Épreuve     | Temps   |
| ---- | ------------------------------ | ----------------- | -------- | ----------- | ------- |
| 2010 | Jeux olympiques de la jeunesse | Singapour         | 4e       | 100 m haies | 13 s 62 |
| 2011 | Championnats du monde cadets   | Villeneuve-d'Ascq | 6e       | 100 m haies | 13 s 78 |
| 2014 | Championnats NACAC espoirs     | Kamloops          | 2e       | 100 m haies | 13 s 06 |
| 2014 | Championnats NACAC espoirs     | Kamloops          | 3e       | 4 × 100 m   | 45 s 90 |
| 2018 | Jeux du Commonwealth           | Gold Coast        | 7e       | 100 m haies | 13 s 18 |
| 2019 | Jeux panaméricains             | Lima              | 3e       | 100 m haies | 13 s 01 |
| 2019 | Championnats du monde          | Doha              | finale   | 100 m haies | DNF     |
| 2021 | Jeux Olympiques                | Tokyo             | 3e       | 100 m haies | 12 s 55 |
| 2022 | Championnats NACAC             | Freeport          | 2e       | 110 m haies | 12 s 68 |
| 2022 | Championnats NACAC             | Freeport          | 3e       | 4 x 100 m   | 43 s 39 |

## Records
| Épreuve     | Temps   | Lieu       | Date            |
| ----------- | ------- | ---------- | --------------- |
| 100 m haies | 12 s 53 | Tokyo      | 31 juillet 2021 |
| 60 m haies  | 8 s 07  | Birmingham | 18 février 2017 |